# Søstrene Grene

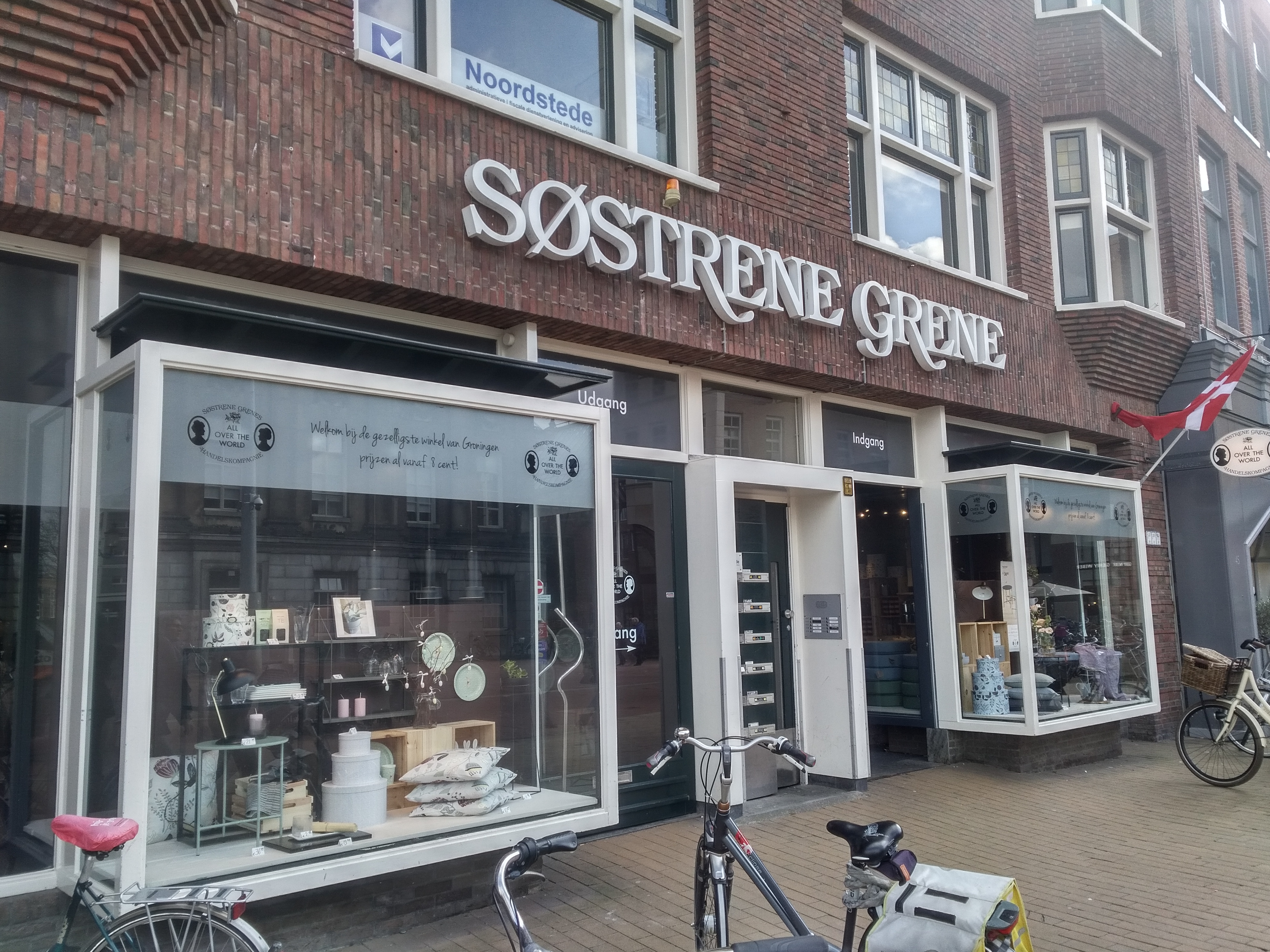
Søstrene Grene in Groningen

Søstrene Grene (übersetzt: „Die Schwestern Grene“, „Grene“ ist der Familienname der Gründer und bedeutet nicht „Grün“, womit der Name gelegentlich falsch übersetzt wird) ist eine dänische Einzelhandelskette, die 1973 in Aarhus in Dänemark von Inger Grene und Knud Cresten Vaupell Olsen gegründet wurde. Der Firmensitz befindet sich in Aarhus und wurde im April 2017 nach Pakhusene in Aarhus Ø verlegt. Obwohl im Logo „Søstrene Grenes Handelskompagnie“ steht, nennt sich das Unternehmen Søstrene Grene.
Heute ist Mikkel Grene, der Sohn der Gründer, der CEO des Unternehmens. Sein Bruder Cresten Grene ist als Kreativdirektor tätig.

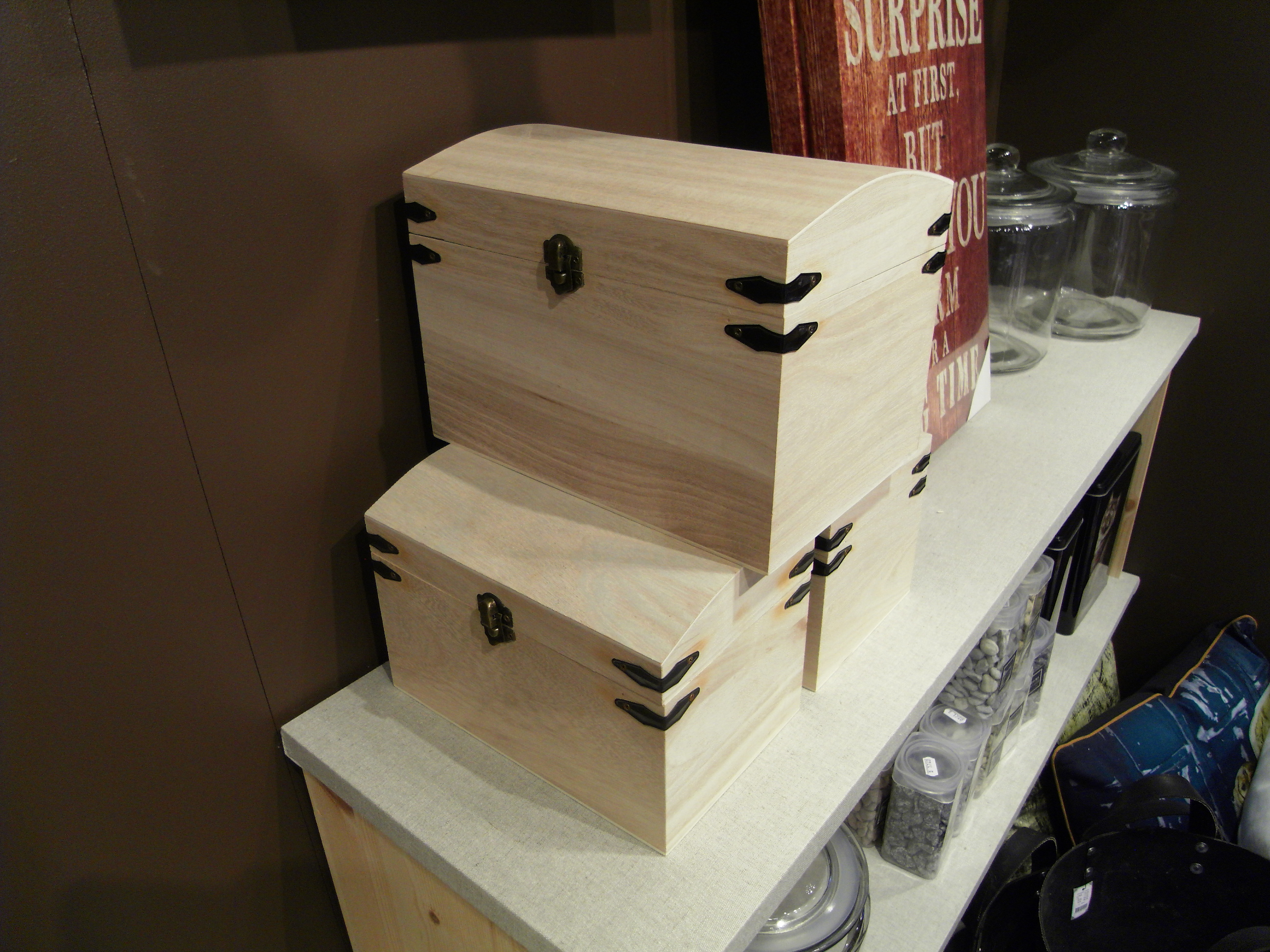
Søstrene Grene in Malmö

## Ladenkonzept von Søstrene Grene
Die Läden von Søstrene Grene sind bewusst ruhig und gemütlich gestaltet und in allen Läden wird klassische Musik gespielt. Die Läden verkaufen unter anderem skandinavisches Design, Wohnaccessoires, Küchenzubehör, Geschenkartikel, Schreibwaren, Kleinmöbel.
Auf den Schildern in den Geschäften und im Firmenlogo sind seit Anfang 1973 die beiden Charaktere Anna und Clara abgebildet. Diese basieren auf den Persönlichkeiten von Inger Grenes Tanten. Die Schwestern sollen jedoch nicht die Gründerinnen des Unternehmens repräsentieren.

## Läden/Stores/Ladengeschäfte
Der erste Søstrene-Grene-Laden wurde 1973 im ersten Stock der Søndergade 11 in Aarhus eröffnet. Die Kette wurde 1989 um Geschäfte in Aalborg und Herning erweitert, und die Expansion wurde in den 1990er und 2000er Jahren fortgeführt. Danach eröffnete das Unternehmen einen Store in Reykjavík in Island, weitere Läden in Stavanger, Norwegen und Malmö in Schweden folgten 2006.
Im Jahr 2015 eröffnete das Unternehmen 20 neue Läden in Dänemark. Heute befindet sich Søstrene Grene auf 15 verschiedenen Märkten: Dänemark, Norwegen, Schweden, Island, Japan, Vereinigtes Königreich, Irland, Niederlande, Spanien, Frankreich, Färöer, Finnland, Deutschland, Schweiz und Österreich. Mit 746 Quadratmetern eröffnete das Unternehmen im Februar 2022 ihre weltweit größte Filiale in der Schloßstraße in Berlin-Steglitz.
Die Anzahl der Filialen in den einzelnen Ländern beträgt (Stand: März 2018):
| Land                   | Anzahl der Filialen |
| ---------------------- | ------------------- |
| Dänemark               | 55                  |
| Deutschland            | 25                  |
| Färöer                 | 1                   |
| Finnland               | 3                   |
| Frankreich             | 23                  |
| Irland                 | 6                   |
| Island                 | 2                   |
| Japan                  | 4                   |
| Niederlande            | 11                  |
| Norwegen               | 42                  |
| Österreich             | 2                   |
| Spanien                | 2                   |
| Schweden               | 6                   |
| Schweiz                | 11                  |
| Vereinigtes Königreich | 4                   |